# Aeroportul Alxa Left Banner Bayanhot
Aeroportul Alxa Left Banner Bayanhot (IATA: AXF, ICAO: ZBAL) este un aeroport din Mongolia Interioară, Republica Populară Chineză ce deservește zona Alxa League⁠(d). Aeroportul a fost tranzitat în 2022 de 42.982 de pasageri. A fost deschis în 17 decembrie 2013.
Situat la o altitudine de 1.390 m, aeroportul dispune de o singură pistă.